# Riviera (serie televisiva)
Riviera è una serie televisiva britannica del 2017, creata da Neil Jordan. La sigla della serie è la canzone Was It Love? cantata dalla musicista, cantautautrice e produttrice discografica britannica Isabella Summers con la collaborazione della cantante, attrice e doppiatrice tedesca Lena.

## Trama
Dopo che il miliardario e collezionista di opere d'arte Constantine Clios muore  nell'esplosione di uno yacht sua moglie Georgina decide di indagare, ma ben presto scopre i segreti di suo marito e si accorge di essere circondata da violenze, menzogne e omicidi.

## Episodi
| Stagione         | Episodi | Pubblicazione UK | Prima TV Italia |
| ---------------- | ------- | ---------------- | --------------- |
| Prima stagione   | 10      | 2017             | 2017            |
| Seconda stagione | 10      | 2019             | 2019            |
| Terza stagione   | 8       | 2020             | 2020            |

## Personaggi e interpreti

### Personaggi principali
- Georgina Marjorie Ryland Clios (stagioni 1-3), interpretata da Julia Stiles, doppiata da Barbara De Bortoli.
Una curatrice d'arte americana, che cerca di scoprire la verità sulla morte del marito Costantine. Scopre che l'incidente dello yacht lo ha causato Adam e lo uccide. Scopre anche in seguito che suo marito Costantine è sopravvissuto ed è tenuto prigioniero nel castello di Cassandra e subito dopo aver litigato con lui per tutte le bugie che lui le aveva raccontato, giorni dopo la sua morte, scopre che è stato Nico ad averlo ucciso. Per rabbia e disperazione incendia parte del Castello di Cassandra e dopo che Christos scopre che lei ha ucciso suo fratello Adam, la caccia per sempre dalla famiglia e dalla Francia. Un anno dopo insegna storia dell'arte all'università di Londra utilizzando il suo cognome da nubile Ryland e recupera opere d'arte rubate.
- Irina Atman (stagioni 1-2), interpretata da Lena Olin, doppiata da Anna Cesareni.
Ex-moglie di Constantine. Viene uccisa da sua figlia Adriana durante un loro litigio.
- Robert Carver (stagione 1), interpretato da Adrian Lester, doppiato da Riccardo Scarafoni.
Vecchio amico di Georgina e mercante d'arte, che vende falsi e opere d'arte rubate.
- Adam Clios (stagione 1), interpretato da Iwan Rheon, doppiato da Francesco Pezzulli.
Figlio maggiore di Constantine e Irina, che respinge lo smodato stile di vita della sua famiglia e vuole diventare uno scrittore, innamorato della sua matrigna Georgina.
- Karim Delormes (stagione 1), interpretato da Amr Waked, doppiato da Christian Iansante.
Un ispettore delle forze di polizia di Nizza.
- Christos Clios (stagioni 1-2), interpretato da Dimitri Leonidas, doppiato da Emiliano Coltorti.
Secondo figlio di Constantine e Irina, che diventa il capo dell'impero di affari dei Clios dopo la morte del padre.
- Adriana Clios (stagioni 1-2), interpretata da Roxane Duran, doppiata da Lucrezia Marricchi.
Figlia più giovane di Constantine e Irina, eccentrica e travagliata. Scopre che il suo padre biologico è Jakob Negrescu.
- Geoffrey Anderton (stagione 1, guest stagione 2), interpretato da Nicholas Rowe. 
Mercante d'arte amico di Costantine Clios.
- Grigory Litvinov (stagione 1), interpretato da Daniil Vorobyov, doppiata da Simone D'Andrea.
Imprenditore russo, suo padre Alexei Litvinov è morto nell'esplosione dello yacht.
- Commissario Lombardi (stagione 1), interpretato da Vincent Pérez.
Commissario della polizia di Nizza, padre di Sophie e amante di Irina Atman.
- Nadia (stagione 1), interpretata da Nora Arnezeder, doppiata da Chiara Gioncardi.
Ex agente segreto francese, unica sopravvissuta all'esplosione dello yacht. Ex fidanzata di Adam Clios.
- Constantine Clios (stagioni 1-2), interpretato da Anthony LaPaglia, doppiato da Stefano De Sando.
Marito miliardario filantropo di Georgina morto misteriosamente nell'esplosione di uno yacht. In realtà sopravvive all'incidente venendo salvato e curato da Cassandra che lo tiene prigioniero a casa sua. Ma in uno scatto di ira viene ucciso da suo figlio Nico.
- Jakob Negrescu (stagioni 1-2), interpretato da Yigal Naor, doppiato da Dario Oppido.
Ex capo della sicurezza di Constantine che ha legami con la droga, prostituzione e gioco d'azzardo. Ex amante di Irina Atman e padre biologico di Adriana Clios.
- Jukes (stagione 1), interpretato da Phil Davis, doppiato da Paolo Marchese.
Un investigatore di frode d'arte britannico che lavora alla Serious Financial Crime Agency dell'Interpol.
- Lady Cassandra Eltham (stagione 2), interpretata da Juliet Stevenson, doppiata da Alessandra Korompay.
Capo della prestigiosa dinastia Eltham. In gioventu' ha avuto una relazione con Costantine Clios, da cui ha avuto Nico e Daphne.
- Daphne Eltham Al-Qadar (stagioni 2-3), interpretata da Poppy Delevingne, doppiata da Claudia Catani.
Figlia di Cassandra, sorella gemella di Nico e moglie di Raafi. Scopre che il suo padre biologico è Constantine Clios. Dopo aver divorziato da sua marito Raafi, inizia una relazione con Dario.
- Nico Eltham (stagioni 2-3), interpretato da Jack Fox, doppiato da Edoardo Stoppacciaro.
Figlio di Cassandra e fratello gemello di Daphne. Scopre che il suo padre biologico è Costantine Clios, per questo interrompe la sua relazione con Adriana Clios, credendo fosse sua sorella. Ma quando Adriana gli rivela che il suo vero padre è Jakob Negrescu ritornano insieme e decidono di sposarsi. Durante una vacanza a Saint-Tropez viene ucciso da sua sorella gemella Daphne, stanca di farsi picchiare e comandare da lui. Georgina la aiutera' occultando il suo cadavere.
- Noah Lévy/Daniel (stagione 2), interpretato da Grégory Fitoussi, doppiato da Simone Mori.
Ex soldato e pilota, interesse amoroso di Georgina. Il suo vero nome è Daniel.
- Raafi Al-Qadar (stagione 2), interpretato da Alex Lanipekun, doppiato da Gabriele Sabatini.
Facoltoso filantropo e imprenditore, marito di Daphne, cognato di Nico e genero di Cassandra.
- Jeff Carter (stagione 2), interpretato da Will Arnett, doppiato da Massimo De Ambrosis.
Zio di Georgina.
- Gabriel Hirsch (stagione 3), interpretato da Rupert Graves, doppiato da Francesco Prando.
Esperto nel recupero di oggetti antichi e nuovo alleato di Georgina.
- Ellen Swann/Sarah Akuffo (stagione 3), interpretata da Clare-Hope Ashitey, doppiata da Francesca Fiorentini.
Collaboratrice di Alexandra. Il suo vero nome è Sarah Akuffo e insieme a sua madre Cynthia, vuole vendicarsi di Alexandra per aver comprato l'azienda farmaceutica di suo padre e rubato le sue ricerche sulle malattie degenerative del cervello, spingendolo al suicidio.
- Alexandra Harewood (stagione 3), interpretata da Synnøve Macody Lund, doppiata da Roberta Greganti.
Algida miliardaria, fondatrice e CEO della Harewood Technologies, che supporta la campagna di Victor.
- Cesar Alsina-Suarez (stagione 3), interpretato da Franco Masini.
Figlio minore di Victor, fratello di Dario che si occupa delle attività illecite per conto di suo padre.
- Victor Alsina-Suarez (stagione 3), interpretato da Gabriel Corrado, doppiato da Alessandro Budroni.
Politico disonesto in corsa per farsi rieleggere sindaco di Buenos Aires. Padre di Dario e Cesar. Il giorno della sua vittoria, durante la festa in suo onore, viene ucciso da 2 sicari assunti da Juliana Castillo, per aver coperto le vere cause della morte di suo figlio Thomas Castillo.
- Dario Alsina-Suarez (stagione 3), interpretato da Eliseo Barrionuevo, doppiato da Stefano Crescentini.
Fratello di Cesar, figlio maggiore di Victor e suo designato successore. Inizia una relazione con Daphne.

### Personaggi ricorrenti
- Fatima (stagione 1), interpretata da Olivia Popica, doppiata da Eva Padoan.
Giovane prostituta che lavora per Negrescu. Inizierà una relazione con Christos Clios.
- Isobel Delormes (stagione 1), interpretata da Agathe de La Boulaye.
Moglie dell'ispettore Karim Delormes.
- Nikolai Slokov (stagione 1), interpretato da Nick Nevern.
Mafioso russo alla ricerca di una misteriosa pennetta USB che contiene informazioni di stato chiamata "Elena", in possesso della famiglia Clios.
- Huc (stagione 1), interpretato da Xavier Brossard.
Uomo più fidato al servizio di Jakob Negrescu.
- Dominique (stagione 1), interpretato da Phenix Brossard.
Amico di Adriana Clios e Sophie Lombardi.
- Sophie Lombardi (stagioni 1-2), interpretata da Chloe Jouannett.
Migliore amica e fidanzata di Adriana Clios.
- Periklis Apostolou (stagione 2), interpretato da Peter Polycarpou, doppiato da Franco Mannella.
Artista e fidanzato di Raoul.
- Raoul (stagione 2), interpretato da Merveille Lukeba.
Artista, fidanzato di Periklis, ucciso da Nico a una festa organizzata da lui, facendo credere inizialmente che si fosse suicidato.
- Martin Sinclair (stagione 2), interpretato da Mark Holden, doppiato da Alberto Bognanni.
Investigatore privato che lavora per Irina.
- Kurt Ryland (stagione 2), interpretato da Morgan Kelly.
Padre di Georgina, finito in carcere per truffa e furto quando lei era una ragazzina, fino alla sua morte 25 anni dopo.
- Rose Ryland (stagione 2), interpretata da Christine Horne.
Madre di Georgina e sorella di Jeff, malata di schizofrenia, morta quando Georgina era una ragazzina.
- Luca Aliperti (stagione 3), interpretato e doppiato da Maurizio Lombardi.
Curatore d'arte di Venezia, amico di Georgina, a cui lei durante una festa organizzata da lui, sequestra un Picasso, che Luca non sapeva fosse stato rubato dai nazisti durante l'olocausto, scatenando un litigio tra loro. Viene in seguito ucciso da Cesar.
- Padre Enrique Romero (stagione 3), interpretato da Fabio Aste, doppiato da Gianni Bersanetti.
Sacerdote di Buenos Aires, nipote di Gloria, che protesta insieme alla gente della città riguardo l'omicidio in piazza di un ragazzo Thomas Castillo, incolpando Victor e danneggiando la sua campagna di rielezione come sindaco della città. Grazie al recupero di un rosario appartenente alla madre di Gloria, che Enrique aveva regalato anni fa alla sua amante Margherita, misteriosamente scomparsa, Victor riesce a ricattarlo e lo obbliga a raccontare la verità sulla morte di Thomas da lui suggerita.
- Gloria Romero (stagione 3), interpretata da Elvira Onetto, doppiata da Mirta Pepe.
Facoltosa signora di Buenos Aires, zia di Enrique e amica di Victor.
- Juliana Castillo (stagione 3), interpretata da Eugenia Lencinas, doppiata da Tatiana Dessi.
Donna che vive a Villa 31, uno degli insediamenti poveri di Buenos Aires, che vuole scoprire la verità sulla morte di suo figlio Thomas Castillo.
- Dottoressa Emilie Mathieu (stagione 3), interpretata da Lia Williams, doppiata da Eleonora De Angelis.
Psichiatra in una lussuosa clinica psichiatrica francese, dove Alexandra ed Ellen hanno rinchiuso Georgina.
- Cynthia Akuffo (stagione 3), interpretata da Josette Simon.
La madre di Ellen Swann/Sarah Akuffo, che insieme alla figlia vuole vendicarsi di Alexandra per aver spinto al suicidio suo marito.

## Produzione
Le riprese della prima stagione sono iniziate nell'agosto 2016 nel sud della Francia fino al febbraio 2017. La lussuosa proprietà dei Clios "Villa Carmella" è stata ambientata al Chateau Diter nella Costa Azzurra. Il primo episodio della serie ha debuttato all'evento MIPTV a Cannes il 3 aprile 2017.
La produzione della seconda stagione è iniziata il 21 maggio 2018 fino al settembre 2018 in Costa Azzurra, Monza, Nizza e Monaco.
La terza stagione è stata girata tra l'Argentina, l'Italia e la Francia.

### Rinnovi
La serie è stata rinnovata per una seconda stagione il 21 novembre 2017, che debutterà nel corso dell'estate 2019. Il 24 maggio 2019 è stata rinnovata per una terza stagione.

## Distribuzione
Nel Regno Unito e in Irlanda, l'intera prima stagione è stata resa disponibile il 15 giugno 2017 su Sky Box Sets e Now. In Francia, è stata pubblicata il 16 giugno 2017 da SFR sul servizio on demand SFR Play VOD. In Italia è stata trasmessa dall'11 luglio 2017 al 16 dicembre 2020 sul canale satellitare Sky Atlantic.